# 남아프리카 공화국의 부통령
남아프리카 공화국의 부통령(영어: Deputy President of South Africa, 아프리칸스어: Adjunkpresident van Suid-Afrika)은 남아프리카 공화국에서 대통령 다음에 해당하는 직책이다. 대통령이 정부의 업무를 이행할 수 없는 상태, 남아프리카 공화국의 국경을 벗어난 경우, 대통령의 자리가 공석인 경우에 남아프리카 공화국의 임시 대통령직을 수행한다. 또한 대통령을 지원하고 대통령의 선포에 의해 내각 인사를 할당할 수 있다.

## 같이 보기
- 남아프리카 공화국의 대통령